# رودريغو فلوريس
رودريغو فلوريس (بالإسبانية: Rodrigo Flores Álvarez)‏ هو لاعب شطرنج تشيلي، ولد في 23 أغسطس 1913 في سانتياغو في تشيلي، وتوفي بنفس المكان في 17 يناير 2007.

## وصلات خارجية
- رودريغو فلوريس على موقع مباريات الشطرنج (الإنجليزية)
- رودريغو فلوريس سجل أولمبياد الشطرنج على موقع OlimpBase.org (الإنجليزية)